# ヤン・クーレマンス
ヤン・クーレマンス（Jan Ceulemans, 1957年2月28日 - ）は、ベルギー出身の元サッカー選手、サッカー指導者。ポジションはMF。

## 経歴

### 選手時代
ベルギー代表最多となる96試合出場記録を持つ1980年代のベルギーを代表する選手である。ギー・ティス監督の下で中心選手として1980年のUEFA欧州選手権1980準優勝。1982年のFIFAワールドカップ・スペイン大会では前回優勝国のアルゼンチンを下し2次リーグ進出。1986年のFIFAワールドカップ・メキシコ大会では同国最高成績のベスト4進出と、これらの成功に何れも携わった。またメキシコ大会では、準々決勝のスペイン戦でダイビングヘッドを決めるなど、3得点を記録した。
1990年のFIFAワールドカップ・イタリア大会にも出場し、3大会連続出場を果たしたが、決勝トーナメント1回戦でイングランドに延長戦の末0-1で敗退。この後、代表から引退をした。
クラブでは選手生活の大半をクラブ・ブルッヘで過ごし、13年間在籍した。国際舞台での活躍により、イタリアのACミランから高額のオファーを掲示されたが、これを固辞しベルギー国民から支持をされる事になった。また2004年3月にペレが選ぶ偉大な選手125人（FIFA100）の一人に選出された。

### 監督業
膝の負傷の影響の為、1992年に現役引退した後にKSCエーントラハト・アールストの監督に就任。クラブのUEFAカップ予選出場とジュピラーリーグ昇格に導くと、1998年にKVCウェステルローの監督に就任、6年間指揮を執り、2001年にはベルギーカップを獲得、UEFAカップ出場に導いた。2005年には選手時代を過ごしたクラブ・ブルッヘの監督に就任した。しかし、成績不振の為に2006年4月に解任。翌2007年からはKVCウェステルローの監督に復帰している。

## 個人タイトル
- ベルギー・ゴールデンシューズ賞：3回（1980年、1985年、1986年）